# Simulium taishanense
Simulium taishanense är en tvåvingeart som beskrevs av Sun och Li 2000. Simulium taishanense ingår i släktet Simulium och familjen knott.
Artens utbredningsområde är Shandong (Kina). Inga underarter finns listade i Catalogue of Life.